# Tether
Tether — криптовалютний токен, випущений компанією Tether Limited, яка стверджує, що його вартість на 20 % забезпечується запасами доларів США, що зберігаються на її банківських рахунках. Tether — найвідоміший стейблкоін та третя за популярністю криптовалюта у світі. Монета відрізняється високою стабільністю та низькою волатильністю, її курс завжди залишається в межах співвідношення 1:1 з доларом США. Основна ідея розробників цього токена полягає в наданні учасникам криптовалютного ринку можливості користуватися стабільним цифровим активом («стейблкоіном»), курс якого прив'язаний до курсу долара США і не має таких сильних коливань, як курси інших криптовалют. Tether випущений на платформі Omni Layer, що є надбудовою над блокчейном біткойнів.
Компанія зареєстрована на Британських Віргінських Островах.

## Історія
Токен був випущений в 2015 році компанією Tether Limited. Засновниками компанії є Брок Пірс, Крейг Селларс та Рів Коллінз. Незабаром в криптовалютному співтоваристві з'явилися чутки про те, що ця компанія пов'язана з майданчиком обміну Bitfinex, яка першою інтегрувала даний токен в свій сервіс. Завдяки розслідуванням Paradise Papers цей зв'язок підтвердився.
30 січня 2018 року інформаційне агентство Bloomberg опублікувало інформацію про те, що Комісія з торгівлі товарними ф'ючерсами надіслала повістки в суд компаніям Bitfinex і Tether Limited. Причиною цього стали сумніви регулятора щодо того, що 2,3 млрд токенів, випущених компанією Tether, дійсно підкріплені такою ж кількістю доларів США.
14 березня 2019 року компанія заявила, що під «забезпеченням» токенів тепер розуміється не тільки забезпечення їх готівковими доларами США, але і забезпечення їх позиками, виданими родинним компаніям Tether Limited.
25 квітня 2019 року ЗМІ повідомили, що Генеральна прокуратура Південного округу Нью-Йорка проводить слідчі дії над Tether Ltd.
30 квітня 2019 року компанія заявила, що маркери лише на 74 % забезпечені реальними доларами США.

## Вплив на курсбіткойнів
За період з січня 2017 року по серпень 2018 року, загальний обсяг емісії токенів Tether виріс приблизно з $10 млн — до приблизно $2,4 млрд. На початку 2018 року на його частку припадало близько 10 % обсягу угод з біткойнів, але до середини 2018 року цей показник виріс до 80 %, але при цьому волатильність курсу біткойнів не зменшилася. У зв'язку з цим в серпні 2018 року Wall Street Journal опублікувала статтю, в якій вказувалося на відсутність переконливих доказів щодо забезпеченості токенів Tether доларами США.
Середній час здійснення обміну USDT на BTC — від 1 до 2 хв. А для здійснення успішного обміну зазвичай потрібно чотири підтвердження в мережі. Хоча якщо ви отримуєте кошти на особистий Bitcoin гаманець, то розпоряджатися ними можна буде відразу після одного підтвердження мережі. А якщо кошти відправляються на біржу чи інший сервіс, де є необхідність в додаткових підтвердженнях, то необхідно буде почекати, поки транзакція отримає потрібну кількість підтверджень.

## Формати рахунків
Спочатку формат рахунку Tether базувався на блокчейн-мережі Біткойн, де він і був випущений. Але в майбутньому, з набуттям все більшої популярності, творці проєкту пішли шляхом максимального розмаїття та зручності. Не втрачаючи власної стабільності та прихильності кожної одиниці монети до одиниці долара на рахунку в банку, з'явилися різні види Tether з окремими форматами рахунків, найпопулярніші з яких:
- Tether OMNI — протокол монети в мережі Біткойна (1, 3 або bc1 на початку рахунку);
- Tether ERC20 — протокол монети в мережі Ефіріуму (0x на початку рахунку);
- Tether TRC20 — протокол монети в мережі Tron (Tx на початку рахунку);
- Tether BEP2 — протокол монети в мережі Binance (cbnb на початку рахунку);
- Tether BEP20 — протокол монети в мережі Binance Smart Chain (використовує той самий формат рахунку, що й ERC20 — 0x на початку).

Важливо розуміти, що незважаючи на однакову вартість та основний показник стабільності вартості, при транзакціях Tether не можна перевести з однієї мережі до іншої. Тому перевірка адреси гаманця на відповідність стандарту — це обов'язкова дія.

## Критика
Деякі[які?] аналітики в США та інших країнах заявили, що Tether практично нічим не забезпечений і тому висока ймовірність падіння на нього ціни. І що це зачепить біткойн та весь ринок криптовалют (ціна на більшість валют різко впаде, коли впаде курс Tether), оскільки значна частина інвесторів заходить на ринок саме через Tether в біткойн і лише потім в інші валюти. Найбільші біржі світу, а саме Binance, Bittrex, Huobi, Poloniex і OKEx зазнають колосальних втрат, оскільки вхід на ринок і значна частина торгів на них здійнюється саме через цей токен.
За заявою компанії з офіційного сайту всі токени Tether на 100 % забезпечені резервами. Tether Holdings Limited щокварталу проводить регулярні аудиторські висновки.

## Розслідування
Наприкінці жовтня 2024 року, як повідомило видання The Wall Street Journal, Міністерство юстиції США взялося за розслідування діяльності компанії Tether, яка стоїть за криптовалютою USDT. За інформацією видання, прокуратура в Нью-Йорку намагається з'ясувати, чи могла USDT використовуватися для нелегальної діяльності, а саме торгівлі наркотиками, хакерських атак, фінансування тероризму або обхід санкцій. Якщо буде доведено, що криптовалюту використовували, наприклад, терористичні організації (зокрема, ХАМАС) чи російські торгівці зброєю, це може призвести до серйозних наслідків для Tether: компанію можуть піддати санкціям, а американським компаніям — заборонять співпрацювати з нею.